# ザ・ランド・オブ・レイプ・アンド・ハニー
『ザ・ランド・オブ・レイプ・アンド・ハニー』 (The Land of Rape and Honey)は、ミニストリーが1988年10月に発表した3作目のアルバムである。
サイアー・レコードからリリースされた。

## 解説
このアルバムよりベーシストのポール・バーカーが加入。以後2003年のアルバム『アニモシティシモニア』まで、この2人体制は続くことになる。なお、彼はアル・ジュールゲンセン以外で唯一、ミニストリーの正式メンバーとしてクレジットされている人物である。
音楽性としては、前作までのエレクトロニック・ボディ・ミュージックにギターサウンドを導入したことでより凶暴なものになっており、このアルバムがインダストリアル・メタルの1つの原点ともいわれる。
「Stigmata」がシングルカットされた。

## 収録曲
特に表記のないものは、アル・ジュールゲンセン作曲。
1. 汚名 - "Stigmata" - 5:45
2. ミッシング - "The Missing" - 2:55
3. 神格 - "Deity" - 3:20
4. ゴールデン・ドーン - "Golden Dawn" - 5:42 ※アル・ジュールゲンセン、ポール・バーカー作曲
5. 破滅 - "Destruction" - 3:30 ※アル・ジュールゲンセン、ポール・バーカー作曲
6. ヒズボラー - "Hizbollah" - 3:58
7. ザ・ランド・オブ・レイプ・アンド・ハニー - "The Land of Rape and Honey" - 5:10 ※アル・ジュールゲンセン、ポール・バーカー作曲
8. ユー・ノウ・ホワット・ユー・アー - "You Know What You Are" - 4:43 ※アル・ジュールゲンセン、ポール・バーカー作曲
9. アイ・プリファー - "I Prefer" - 2:15
10. フラッシュ・バック - "Flashback" - 4:50
11. 未完成 - "Abortive" - 4:23

※#6、#9はCDリリース時のボーナス曲

## 参加ミュージシャン
- アル・ジュールゲンセン (Alain David Jourgensen) – ボーカル、ギター、プログラミング、プロダクション、エンジニアリング
- ポール・バーカー (Paul Barker) – ベースギター、キーボード、プログラミング、プロダクション、エンジニアリング
- ウィリアム・リーフリン (William Rieflin) – プログラミング、キーボード、ギター、ボーカル (#1)
- クリス・コネリー (Chris Connelly) – ボーカル (#2、3)
- Eddie Echo – プロダクション
- Steve Spapperi – エンジニアリング
- Julian Herzfeld  – エンジニアリング
- Keith "Fluffy" Auerbach – エンジニアリング